# Cupidesthes gabunica
Cupidesthes gabunica är en fjärilsart som beskrevs av Aurivillius 1898. Cupidesthes gabunica ingår i släktet Cupidesthes och familjen juvelvingar. Inga underarter finns listade i Catalogue of Life.